# اتحادیه میلز (کالیفرنیا)
اتحادیه میلز (به انگلیسی: Union Mills) یک منطقهٔ مسکونی در ایالات متحده آمریکا است که در شهرستان نوادا، کالیفرنیا واقع شده‌است. اتحادیه میلز۱٬۷۸۴ متر بالاتر از سطح دریا قرار دارد.